# Vincent Aboubakar
Vincent Aboubakar (Yaundé, 22 de enero de 1992) es un futbolista camerunés que juega como delantero y se encuentra sin equipo tras abandonar el Hatayspor.

## Selección nacional
Logró ganar con la selección de Camerún el título de campeón en la Copa Africana de Naciones 2017, en Gabón, anotando el gol del triunfo en el minuto 87, para derrotar al seleccionado de Egipto en la final por 1 a 2.

### Participaciones en Copas del Mundo
| Mundial                        | Sede      | Resultado    | Partidos | Goles |
| ------------------------------ | --------- | ------------ | -------- | ----- |
| Copa Mundial de Fútbol de 2010 | Sudáfrica | Primera fase | 2        | 0     |
| Copa Mundial de Fútbol de 2014 | Brasil    | Primera fase | 2        | 0     |
| Copa Mundial de Fútbol de 2022 | Catar     | Primera fase | 3        | 2     |

### Participaciones enCopa Africana de Naciones
| Torneo                         | Sede              | Resultado        | Partidos | Goles |
| ------------------------------ | ----------------- | ---------------- | -------- | ----- |
| Copa Africana de Naciones 2015 | Guinea Ecuatorial | Primera fase     | 3        | 0     |
| Copa Africana de Naciones 2017 | Gabón             | Campeón          | 5        | 1     |
| Copa Africana de Naciones 2021 | Camerún           | Tercer puesto    | 7        | 8     |
| Copa Africana de Naciones 2023 | Costa de Marfil   | Octavos de final | 1        | 0     |

## Estadísticas

### Clubes
Actualizado al último partido disputado el 18 de abril de 2025.
| Club | Div.          | Temporada     | Liga  | Liga  | Copas nacionales(1) | Copas nacionales(1) | Copas internacionales(2) | Copas internacionales(2) | Total(3) | Total(3) |
| Club | Div.          | Temporada     | Part. | Goles | Part.               | Goles               | Part.                    | Goles                    | Part.    | Goles    |
| --- | ------------- | ------------- | ----- | ----- | ------------------- | ------------------- | ------------------------ | ------------------------ | -------- | -------- |
| Coton Sport de Garoua Camerún | 1.ª           | 2009-10       | 15    | 7     | —                   | —                   | —                        | —                        | 15       | 7        |
| Coton Sport de Garoua Camerún | Total club    | Total club    | 15    | 7     | 0                   | 0                   | 0                        | 0                        | 15       | 7        |
| Valenciennes F. C. Francia | 1.ª           | 2010-11       | 17    | 1     | 3                   | 3                   | —                        | —                        | 20       | 4        |
| Valenciennes F. C. Francia | 1.ª           | 2011-12       | 27    | 6     | 4                   | 2                   | —                        | —                        | 31       | 8        |
| Valenciennes F. C. Francia | 1.ª           | 2012-13       | 28    | 2     | 2                   | 1                   | —                        | —                        | 30       | 3        |
| Valenciennes F. C. Francia | Total club    | Total club    | 72    | 9     | 9                   | 6                   | 0                        | 0                        | 81       | 15       |
| F. C. Lorient Francia | 1.ª           | 2013-14       | 35    | 16    | 1                   | 0                   | —                        | —                        | 36       | 16       |
| F. C. Lorient Francia | 1.ª           | 2014-15       | 2     | 1     | —                   | —                   | —                        | —                        | 2        | 1        |
| F. C. Lorient Francia | Total club    | Total club    | 37    | 17    | 1                   | 0                   | 0                        | 0                        | 38       | 17       |
| F. C. Porto Portugal | 1.ª           | 2014-15       | 14    | 4     | 2                   | 1                   | 4                        | 3                        | 20       | 8        |
| F. C. Porto Portugal | 1.ª           | 2015-16       | 28    | 13    | 6                   | 2                   | 8                        | 3                        | 42       | 18       |
| Beşiktaş J. K. Turquía | 1.ª           | 2016-17       | 27    | 12    | 2                   | 1                   | 9                        | 6                        | 38       | 19       |
| F. C. Porto Portugal | 1.ª           | 2017-18       | 28    | 15    | 9                   | 6                   | 6                        | 5                        | 43       | 26       |
| F. C. Porto Portugal | 1.ª           | 2018-19       | 8     | 4     | 2                   | 0                   | 1                        | 0                        | 11       | 4        |
| F. C. Porto Portugal | 1.ª           | 2019-20       | 5     | 0     | 2                   | 0                   | 2                        | 2                        | 9        | 2        |
| F. C. Porto Portugal | Total club    | Total club    | 83    | 36    | 21                  | 9                   | 21                       | 13                       | 125      | 58       |
| Beşiktaş J. K. Turquía | 1.ª           | 2020-21       | 26    | 15    | 3                   | 1                   | —                        | —                        | 29       | 16       |
| Al-Nassr F. C. Arabia Saudita | 1.ª           | 2021-22       | 23    | 9     | 1                   | 0                   | 3                        | 1                        | 27       | 10       |
| Al-Nassr F. C. Arabia Saudita | 1.ª           | 2022-23       | 11    | 4     | 1                   | 0                   | ―                        | ―                        | 12       | 4        |
| Al-Nassr F. C. Arabia Saudita | Total club    | Total club    | 34    | 13    | 2                   | 0                   | 3                        | 1                        | 39       | 14       |
| Beşiktaş J. K. Turquía | 1.ª           | 2022-23       | 16    | 13    | ―                   | ―                   | ―                        | ―                        | 16       | 13       |
| Beşiktaş J. K. Turquía | 1.ª           | 2023-24       | 22    | 5     | 2                   | 0                   | 10                       | 7                        | 34       | 12       |
| Beşiktaş J. K. Turquía | Total club    | Total club    | 91    | 45    | 7                   | 2                   | 19                       | 13                       | 117      | 60       |
| Hatayspor Turquía | 1.ª           | 2024-25       | 25    | 7     | 3                   | 1                   | ―                        | ―                        | 28       | 8        |
| Hatayspor Turquía | Total club    | Total club    | 25    | 7     | 3                   | 1                   | 0                        | 0                        | 28       | 8        |
| Total carrera | Total carrera | Total carrera | 357   | 134   | 43                  | 18                  | 43                       | 27                       | 443      | 179      |
| (1) Incluye datos de la Copa de la Liga de Francia (2010-14); Copa de Francia (2010-13); Copa de Portugal (2014-20); Copa de la Liga de Portugal (2014-20); Copa de Turquía (2016-21), Supercopa de Portugal (2018-19) y Copa del Rey de Campeones (2021-22). (2) Incluye datos de la Liga de Campeones de la UEFA (2014-20), Liga Europa de la UEFA (2015-20), Liga de Campeones de la AFC (2021-22) y Liga Europa Conferencia de la UEFA (2023-act.). (3) Media de goles por encuentro. No incluye goles en partidos amistosos. |               |               |       |       |                     |                     |                          |                          |          |          |

## Palmarés

### Títulos nacionales
| Título                | Club                  | País     | Año     |
| --------------------- | --------------------- | -------- | ------- |
| Primera División      | Coton Sport de Garoua | Camerún  | 2009-10 |
| Superliga de Turquía  | Beşiktaş J. K.        | Turquía  | 2016-17 |
| Primeira Liga         | F. C. Porto           | Portugal | 2017-18 |
| Supercopa de Portugal | F. C. Porto           | Portugal | 2018    |
| Primeira Liga         | F. C. Porto           | Portugal | 2019-20 |
| Copa de Portugal      | F. C. Porto           | Portugal | 2019-20 |
| Superliga de Turquía  | Beşiktaş J. K.        | Turquía  | 2020-21 |
| Copa de Turquía       | Beşiktaş J. K.        | Turquía  | 2020-21 |
| Copa de Turquía       | Beşiktaş J. K.        | Turquía  | 2023-24 |
| Supercopa de Turquía  | Beşiktaş J. K.        | Turquía  | 2024    |

### Títulos internacionales
| Torneo                    | Club (*)             | Sede  | Año  |
| ------------------------- | -------------------- | ----- | ---- |
| Copa Africana de Naciones | Selección de Camerún | Gabón | 2017 |

### Distinciones individuales
| Distinción                                         | Año  |
| -------------------------------------------------- | ---- |
| Goleador de la Copa Africana de Naciones (8 goles) | 2021 |